# Canalul Timiș

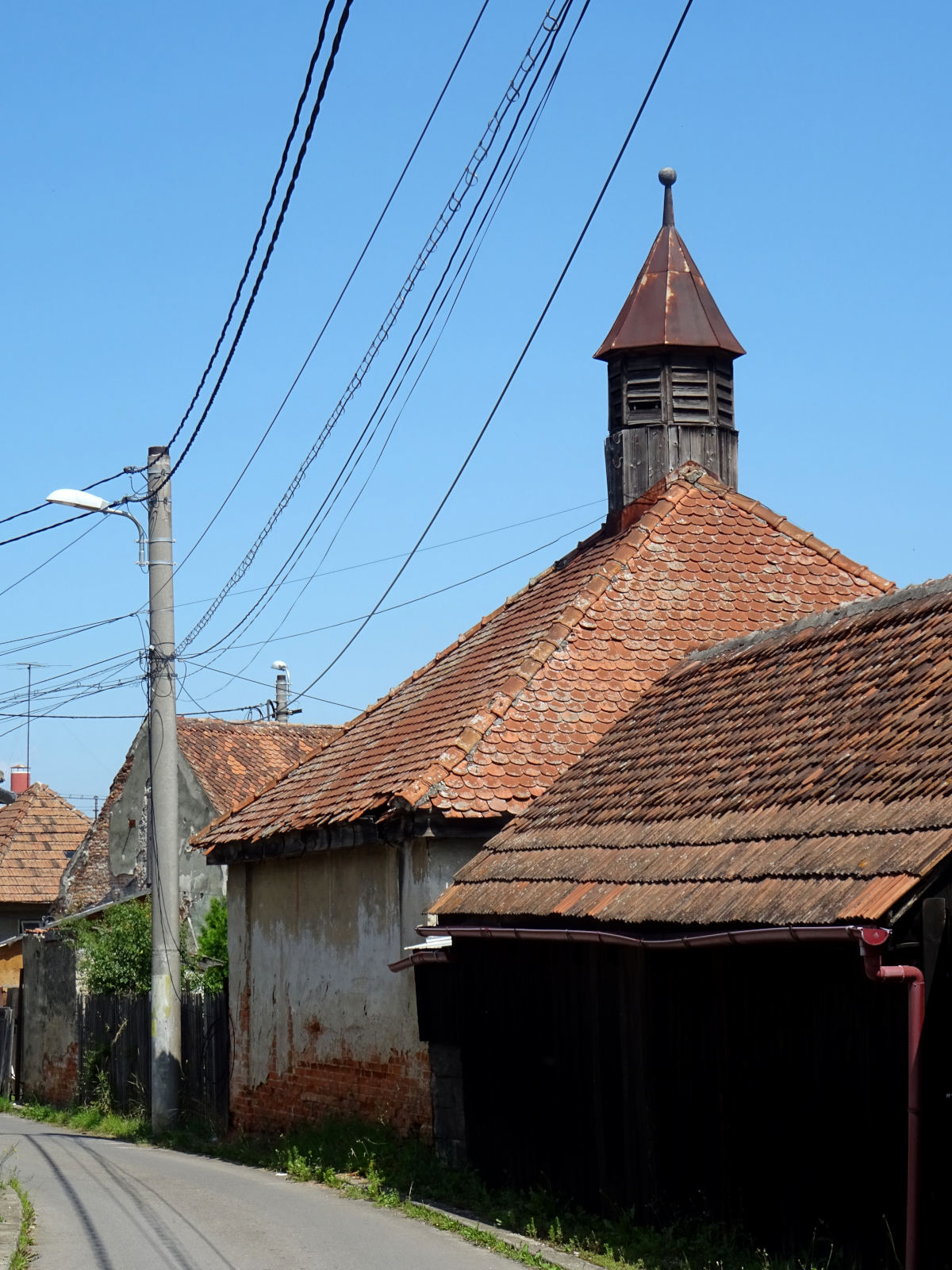
Dârste

Canalul Timiș este un canal care leagă râul Timiș de râul Ghimbășel. Canalul începe în apropiere de Dârste și urmează aproximativ limita sudică a orașului Brașov. Canalul interceptează râurile care se scurg de pe versantul nordic al masivului Postăvarul, derivându-le în râul Ghimbășel. Traseul canalului actual urmărește pe unele tronsoane albiile fostelor cursuri de apă. În intravilanul municipiului Brașov, canalul este acoperit.

## Hărți
- Harta Județului Brașov
- Harta Orașului Brașov
- Harta Munților Postăvaru  Arhivat în 3 august 2008, la Wayback Machine.